# Michel Joseph de Bournonville
Pour les articles homonymes, voir Bournonville (homonymie).
Pour les autres membres de la famille, voir Maison de Bournonville.
Michel Joseph de Bournonville, ou Miguel José de Bournonville y Sainte-Aldegonde, né en 1672 et mort à Madrid le 2 octobre 1752, est un aristocrate originaire des Pays-Bas espagnols installé en Espagne en 1710. Au service du roi d'Espagne, il est à la fois militaire, capitaine de la compagnie flamande des gardes du corps du roi, et diplomate, ambassadeur à Vienne et ministre plénipotentiaire au congrès de Soissons.  
Il appartient à la branche cadette de la maison de Bournonville. Il récupère les biens de la branche aînée après  son extinction. Il a ainsi des possessions en France, dans les Pays-Bas autrichiens, en Espagne et au Mexique. Célibataire, il transmet ensuite ses biens et charges militaires à son neveu François Joseph de Bournonville. 

## Biographie

### Des Pays-Bas espagnols à l'Espagne
Né en 1672, il est le fils de Jean-François, marquis de Bournonville (1638-1718) et de Marie-Ferdinande Thérèse de Sainte-Aldegonde, sa seconde épouse, fille de François-Lamoral, comte de Sainte-Aldegonde.
Il a un demi-frère né du premier mariage de son père, Francois Antoine de Bournonville Perapertusa (1660-1726) marquis de Rupit, et un autre frère issu de la même mère que lui, Wolfgang Guillaume de Bournonville (1670-1754) marquis de Sars.
Michel Joseph de Bournonville commence sa carrière militaire en Flandre : tour à tour brigadier, maréchal de camp puis lieutenant général en 1706. Contrairement à son frère Wolfgang Guillaume, qui reste dans les Pays-Bas méridionaux, Michel Joseph de Bournonville est un exemple de ces nombreux nobles originaires des Pays-Bas espagnols qui gagnent l'Espagne lorsque celle-ci y recrute des officiers à partir de 1703 puis quand les Pays-Bas passent sous domination autrichienne. 
Chevalier de la Toison d'Or en 1709, il passe en Espagne en 1710 en conservant son grade de lieutenant général. La branche cadette à laquelle il appartient tente de reconstituer sa fortune au service de l'Espagne des Bourbons.

### Carrière et patrimoine
Michel Joseph de Bournonville devient gouverneur de Gérone en 1712. En 1717, le roi Philippe V lui accorde le titre de duc de Bournonville avec la grandesse d'Espagne, mais il ne possède à ce moment que peu de biens et le titre de duc n'est pas lié à des terres. 
En 1721, Michel Joseph de Bournonville  diversifie son patrimoine en recevant du roi d’Espagne une pension sur une mine de mercure en Nouvelle-Espagne. Après l'extinction de la branche aînée en 1727, Michel Joseph rachète le duché de Bournonville dans le Boulonnais, berceau de la famille, et l'unit à son titre de duc décerné par Philippe V. Il tente ainsi de réunir un patrimoine familial dispersé entre différentes couronnes. À l'intérieur de la maison de Bournonville, c'est aussi une forme de revanche de la branche cadette sur la branche aînée. 
Il a entretemps poursuivi sa carrière : commandant général de la Vieille-Castille en 1718, capitaine de la compagnie flamande des gardes du corps en 1720, gentilhomme de la chambre en 1722. Cette compagnie flamande des gardes du corps permet aux exilés des Pays-Bas méridionaux en Espagne d'accéder à l'élite militaire. En effet, il s'agit d'une unité de cavalerie, corps d'élite chargé de la protection du roi. Ses officiers, souvent de haute noblesse, peuvent profiter de leur proximité avec le roi pour jouer un rôle important à la cour ou dans la haute administration.

### Diplomate
Nommé ambassadeur à Vienne en 1726, il y arrive le 21 janvier 1727,. Le 9 août 1727, il est nommé premier plénipotentiaire espagnol au congrès de Soissons,. Il quitte Vienne le 9 mai 1728 et participe à l'ouverture du congrès de Soissons le 14 juin 1728. Ce congrès est réuni sous la présidence du cardinal de Fleury, pour discuter de la paix en Europe et mettre fin à la guerre anglo-espagnole. 
Ce congrès de Soissons rassemble des plénipotentiaires de premier plan. Du côté français, en plus du cardinal de Fleury sont présents Louis Bufile de Brancas comte de Céreste et Gabriel-Jacques de Salignac La Mothe-Fénelon. Les plénipotentiaires de l'empereur sont Philipp Ludwig Wenzel von Sinzendorf, Léopold de Windisch-Graetz (1686-1746) et Jean-Christophe de Pentenrieder comte d'Adelshausen (1678-1728). Du côté anglais, on trouve William Stanhope (1er comte de Harrington), Horace Walpole (frère du premier ministre Robert Walpole) et Étienne Points. Pour l'Espagne, Michel-Joseph de Bounonville est accompagné de don Alvaro de Nasia Osorio, marquis de Santa Cruz et de don Joaquin Ignacio de Barrenechea. Participent également des envoyés de l'Électeur de Bavière, de l'Électeur palatin, de la Russie, de la Suède et du Danemark. Les négociations sont peu concluantes,. Michel Joseph de Bournonville va ensuite à Paris puis rentre à Madrid le 5 novembre 1728.
Il atteint le grade de capitaine général en 1729. Il séjourne ensuite à la cour sans s'y livrer à des activités politiques. Il devient presque totalement sourd et meurt à Madrid le 2 octobre 1752. Saint-Simon ne l'aime pas et ne lui voit que des défauts :

« avec un esprit médiocre, il l'avoit très souple, à qui les bassesses, quelles qu'elles fussent, ne coûtoient rien et qui l'avoit tout tourné aux intrigues et à la fortune, avec force langages et beaucoup de désinvolte et de grand monde... Il étoit faux au dernier point et le sentoit de fort loin, et d 'une avarice extrême. »

### Une succession organisée
Célibataire, il fonde un majorat selon la coutume de Castille pour éviter la dispersion de ses biens et transmettre ses titres et ses biens. Ce majorat comprend, de façon indissoluble, le duché de Bournonville, le titre de duc, la Grandesse d'Espagne, la pension perpétuelle sur le mercure de Nouvelle-Espagne, la terre de Lembeek (Brabant), des emplois militaires et différents droits concédés par le roi sur des terres situées à Logroño, Guadalajara et Barcelone. Il réunit donc des biens situés en France, en Espagne, aux Pays-Bas autrichiens et en Nouvelle-Espagne.  
Ils sont destinés à son neveu François Joseph de Bournonville (1710-1769) , qu'il a fait venir en Espagne en 1732. Il l'adopte le 30 août 1739 et le marie à la fille du comte d'Ursel, serviteur flamand de l'empereur et membre d'une des plus grandes familles des Pays-Bas autrichiens. Michel Joseph de Bournonville meurt à Madrid le 2 octobre 1752 et, comme prévu, son neveu lui succède dans ses possessions.  
En 1752, François Joseph de Bournonville succède également à son oncle à la tête de la compagnie flamande des gardes du corps. Wolfgang Joseph, frère de François Joseph, le remplace dans cette fonction en 1769, après avoir atteint le grade de lieutenant général. Cette succession des Bournonville à la tête de cette compagnie manifeste la continuité de l'emprise de la haute noblesse arrivée au temps de Philippe V sur la maison militaire des rois d'Espagne successifs.